# Sandy Dukat
Sandra "Sandy" Dukat (Canton, 3 de mayo de 1972) es una atleta paralímpica estadounidense. Nacida con deficiencia focal femoral proximal, le amputaron la pierna derecha por encima de la rodilla a la edad de cuatro años. Ha competido internacionalmente en esquí alpino, natación y triatlón. En febrero de 2013 obtuvo el récord mundial de maratón para mujeres amputadas por encima de la rodilla.

## Carrera deportiva
Dukat creció compitiendo en deportes adaptados. Jugaba baloncesto, practicaba salto de altura y estaba en el equipo de natación de su escuela secundaria. Cuando se puso en contacto con el Instituto de Rehabilitación de Chicago (RIC) en busca de un grupo de apoyo para amputados, se enteró de que el centro tenía una sección de equipos deportivos. Solo entonces se enteró de que existía el deporte paralímpico.

### Natación
En 1996, Dukat se unió al equipo de natación en el RIC. En 1997, ganó 2 medallas de plata y 1 de bronce en el Campeonato Nacional de EE. UU., y ganó su clasificación en el Campeonato nacional paralímpico de 5K en aguas abiertas. Fue nombrada para el equipo de natación paralímpico de EE. UU. en 1998. En el Campeonato Mundial de Natación Paralímpica de 1998, rompió el récord estadounidense de la clase S9 en la prueba de estilo libre de 800 metros y fue cocapitana del equipo de EE. UU. Sin embargo, no llegó a la final en el evento.

### Esquí
Dukat se interesó por primera vez en el esquí adaptado en 1997, después de asistir al Disabled Sports USA Hartford Ski Spectacular. Comenzó a esquiar en el Programa de Deportes Paralímpicos de RIC, luego se comprometió a entrenar 6 meses de cada año en el Centro Nacional de Deportes para Discapacitados en Colorado. Dukat ganó dos medallas de bronce por esquí alpino en los Juegos Paralímpicos de Invierno de 2002 en Salt Lake City y una medalla de bronce en los Juegos Paralímpicos de Invierno de 2006 en Turín (Italia). En el Campeonato Mundial de Esquí Alpino IPC 2004, ganó medallas de bronce en 3 pruebaa: descenso, eslalon gigante y Super-G. Tuvo éxito en la Copa Mundial de Esquí Alpino IPC, logrando muchos podios; en la temporada 2003-2004, terminó en quinto lugar en la clasificación general. 
Dukat se retiró del esquí de competición en 2007.

### Triatlón
Dukat recurrió al triatlón como una forma de mantenerse motivada y activa durante el descanso de la temporada de esquí.
En 2003, ganó la división de Desafío Físico de la distancia olímpica del triatlón de San Antonio. En 2004, fue nombrada miembro del Equipo de Desarrollo de Triatlón Paralímpico de EE. UU. Estaba en el equipo nacional de triatlón con desafíos físicos de los EE. UU. en 2008.
Dukat ganó la división de mujeres por encima de la rodilla del Campeonato Nacional de Paratriatlón de EE. UU. en 2007, 2008, 2009 y 2010. En 2008, representó a los Estados Unidos en el Campeonato Mundial de Triatlón ITU en Vancouver. Se convirtió en Campeona del Mundo 2008 en su clasificación de discapacidad por encima de la rodilla, y fue nombrada Paratriatleta del Año 2008 del Triatlón de EE. UU.

### Carreras
Habiendo competido previamente en 5K, 10K y carreras de media maratón, Dukat corrió su primera maratón en enero de 2009. Fue acompañada por su compañera de entrenamiento y poseedora del récord mundial de amputados por debajo de la rodilla Amy Palmiero-Winters. Con un tiempo de 4:40:46, fue la primera mujer amputada por encima de la rodilla en terminar un maratón en menos de 5 horas. 

## Vida personal
En 2007, Dukat fue una de las cinco esquiadoras alpinas discapacitadas que escalaron el Kilimanjaro para recaudar fondos, iniciando un programa de becas para esquiadores alpinos discapacitados en el Centro Nacional de Deportes para Discapacitados en Colorado.
Dukat asistió a la Universidad Wittenberg en Springfield. Durante varios años, trabajó como especialista en información para el Centro Nacional de Actividad Física y Discapacidad. Trabaja también en The Hartford, en contacto con los Juegos Paralímpicos de EE.UU. En este puesto, ganó el Premio Amazing Impact de la USOC por la campaña "Lograr sin límites" de The Hartford en 2011.